# 江一川
江一川（1506年—1562年），字體行，號西崖，江西南康府都昌縣（土塘鎮江滸灣村）人，官籍，明朝政治人物。

## 生平
嘉靖十六年（1637年）丁酉科江西鄉試第五名。嘉靖二十九年（1550年）庚戌科進士。歷寧國府、温州府推官，三十八年九月擢戶科給事中，陞刑科右給事中，四十一年以疾歸卒。

## 家族
曾祖江陵；祖父江山輝，字元振，號静波，邑廪生；父江𩹇[魚亭]，號就雲，郡庠生。母李氏；繼母舒氏。具庆下。弟江一蜚。子江禹鲤，號達全。